# Queen Elizabeth Way
La Queen Elizabeth Way (QEW) est une autoroute située dans la province de l'Ontario, au Canada, faisant partie du réseau des autoroutes séries-400. Elle relie la ville de Buffalo aux États-Unis et les chutes du Niagara à la ville de Toronto par l'intermédiaire de la ville de Hamilton. L'autoroute commence au niveau du pont de la Paix à Fort Érié et parcourt 139,1 kilomètres autour de la rive ouest du lac Ontario, se terminant au niveau de l'autoroute 427. Elle se poursuit par la Gardiner Expressway dans le centre-ville de Toronto. La QEW est l'une des autoroutes les plus achalandées de l'Ontario, avec un débit journalier moyen d'environ 200 000 véhicules sur certains tronçons. Des échangeurs autoroutiers la relient à l'autoroute 420 à Niagara Falls, à l'autoroute 405 à Niagara-on-the-Lake, à l'autoroute 406 à Saint Catharines, à la Red Hill Valley Parkway à Hamilton, aux autoroutes 403 et 407 à Burlington, à l'autoroute 403 entre Mississauga et Oakville et à l'autoroute 427 à Etobicoke. Dans la municipalité régionale de Halton, la QEW partage une section commune avec l'autoroute 403.
L'histoire de la QEW remonte à 1931, lorsque des travaux débutent afin d'élargir la Middle Road, d'une manière analogue aux proches route de Dundas et chemin du Bord-du-Lac, en tant que projet de secours lors de la Grande Dépression. À la suite de l'élection générale ontarienne de 1934, le ministre ontarien des transports Thomas McQuesten et son vice-ministre Robert Melville Smith modifient la conception du réseau routier ontarien afin qu'il soit semblable aux autoroutes allemandes, en séparant les directions opposées de voyage et en utilisant des échangeurs aux carrefours majeurs. Quand elle est initialement ouverte à la circulation en 1937, la QEW est la première autoroute interurbaine à chaussées séparées en Amérique du Nord et fait figure de plus longue étendue d'illumination cohérente dans le monde. Bien que n'étant pas une véritable autoroute à l'époque, elle a été progressivement améliorée, élargie et modernisée depuis le début les années 1950, prenant plus ou moins sa forme actuelle en 1975. Depuis lors, divers projets ont continué d'élargir la route. En 1997, le gouvernement provincial a repris la responsabilité de la section de la QEW entre l'autoroute 427 et la rivière Humber et la ville de Toronto. Cette section a ensuite été requalifiée partie de la Gardiner Expressway.
À noter qu'elle est la seule route dont les directions ne sont pas identifiées par des points cardinaux (Nord & Sud), mais par les noms des villes qu'elle relie (Toronto & Niagara).

## Toponymie
Le Queen Elizabeth Way a été nommée en l'hommage à l'épouse du roi George VI qui deviendra plus tard connu sous le nom de « Reine mère ». La QEW est d'ailleurs parfois désignée sous le nom Queen E. En 1939, le couple royale visite le Canada et les États-Unis notamment afin d'assurer leur soutien au Royaume-Uni, en prévision de la guerre avec l'Allemagne nazie, et aussi pour marquer le couronnement de George VI.
L'autoroute a reçu son nom pour commémorer la visite ; ce dernier a été dévoilé le 7 juin au moment où le roi et la reine traversaient le pont Henley Creek à Saint Catharines. À l'origine, toute la longueur de la route était équipée de lampadaires stylisés avec les lettres « ER », le monogramme royal pour Elizabeth Regina, l'équivalent latin de « Queen Elizabeth ». Alors que la majorité de ces lampadaires a été retirée, ceux situés sur les trois ponts traversant la Credit River à Mississauga, le Bronte Creek à Oakville, et le Twelve Mile Creek à Saint Catharines, sont restés. Une courte section de l'autoroute 420 et de son prolongement avec l'avenue Falls à Niagara Falls possédait des répliques de ces lampadaires installées en 2002.

## Description de la route
La QEW est une route de 139 km qui s'étend du pont de la Paix - qui relie Fort Erié et Buffalo - à Toronto, le centre économique de l'Ontario. L'autoroute contourne la rive ouest du lac Ontario, passant à travers Niagara Falls, Saint Catharines, Hamilton, Burlington, Oakville et Mississauga. Une portion de 22 km de la QEW partage une section commune avec l'autoroute 403. Contrairement aux autres routes provinciales en Ontario, la QEW est directionnellement signalée à l'aide des localisations le long de la route et non par les points cardinaux. En direction de Toronto, la route est indiquée comme la « QEW Toronto » sur toute sa longueur. Dans la direction opposée, elle est signalée en tant que « QEW Hamilton », « QEW Niagara » et « QEW Fort Erie » en fonction de la position.

## Historique

### The Middle Road
Comme l'utilisation de l'automobile dans le sud de l'Ontario augmente au début du XXe siècle, de nombreux progrès sont faits quant à la conception et à la construction des routes. Les raboteuses doivent incessamment améliorer les routes reliant Toronto et Hamilton, systématiquement surchargées par les niveaux de trafic croissants.

## Dans la culture populaire
En tant qu'itinéraire principal entre Toronto et Buffalo, chaque fois que les équipes sportives des deux villes se font face (en particulier les Sabres de Buffalo et les Maple Leafs de Toronto de la Ligue nationale de hockey), les matchs ou tournois sont désignés sous le nom de « The Battle of the QEW » (en français : La Bataille de la QEW).

## Galerie

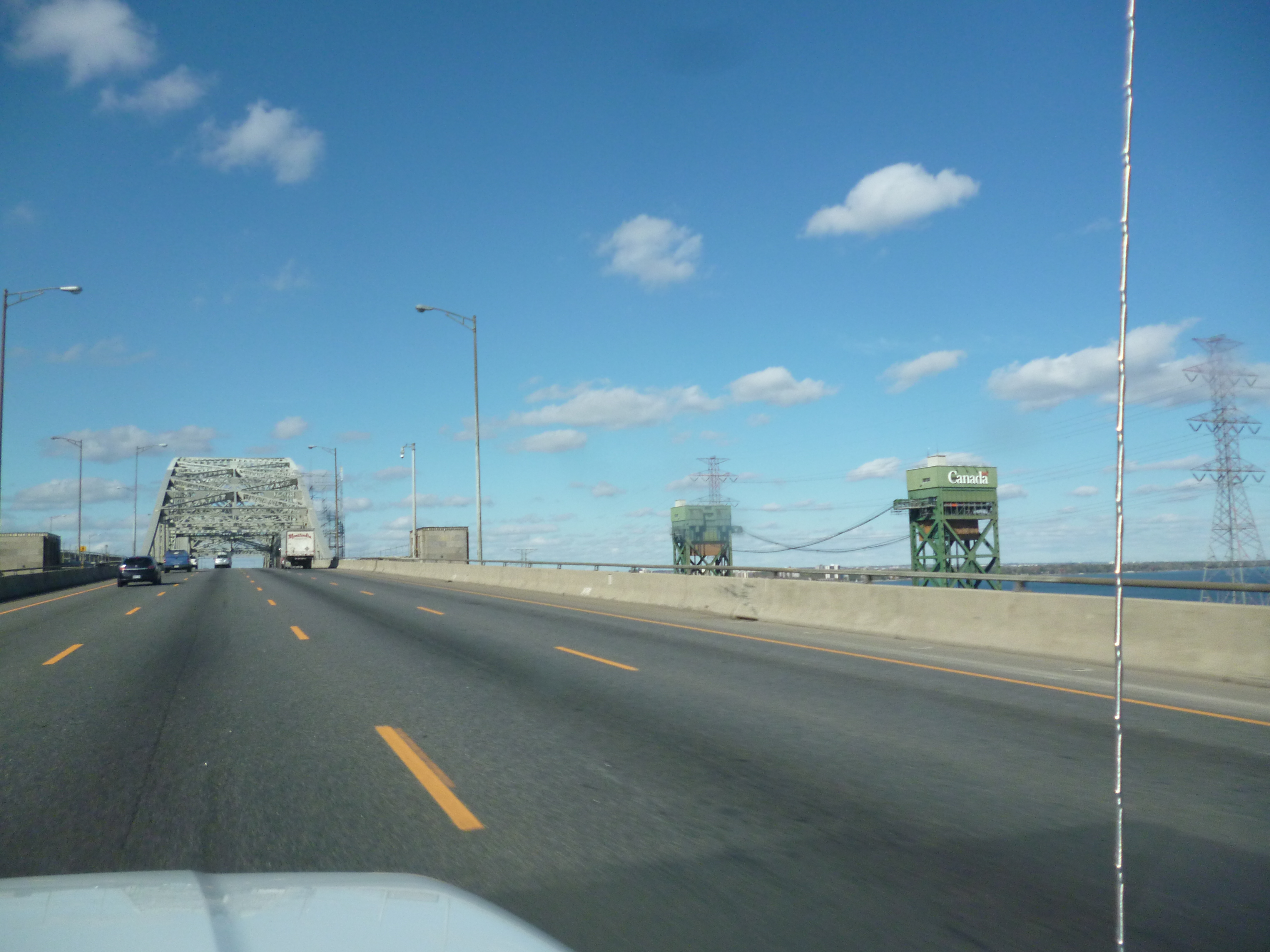
La Queen Elisabeth Way, quelques kilomètres après Niagara Falls, en direction de Toronto.